# هنري ولز
هنري ولز (بالإنجليزية: Henry Wells)‏ هو رائد أعمال أمريكي، ولد في 12 ديسمبر 1805 في ثيتفورد في الولايات المتحدة، وتوفي في 10 ديسمبر 1878 في غلاسكو في المملكة المتحدة.

## وصلات خارجية
- هنري ولز على موقع الموسوعة البريطانية (الإنجليزية)
- هنري ولز على موقع إن إن دي بي (الإنجليزية)